# ماكس كروزه

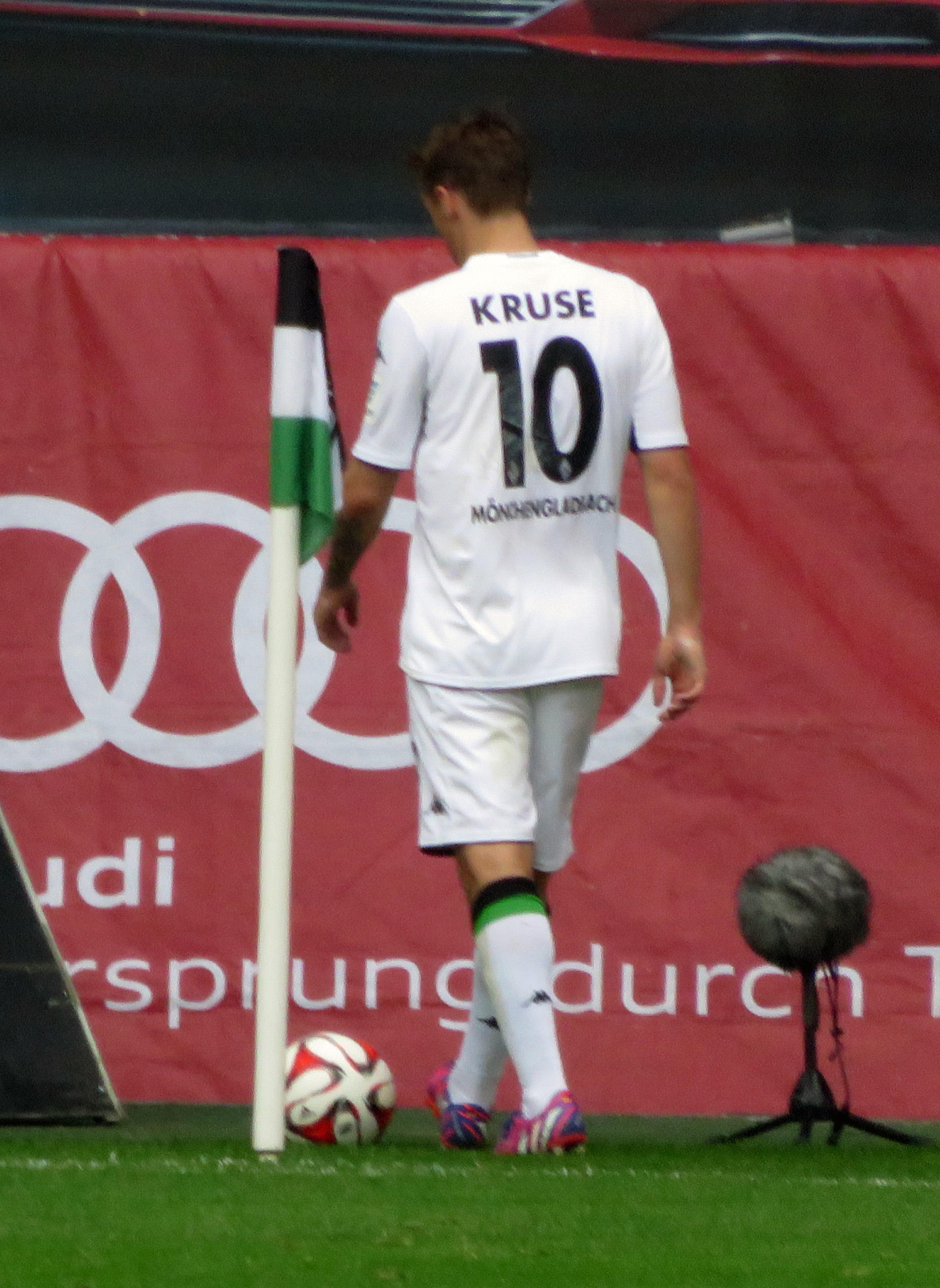
كروزه مع نادي بوروسيا مونشنغلادباخ عام 2015

ماكسمليان كروزه (بالألمانية: Maximilian Kruse) وهو لاعب كُرة قدم ألماني في مركز الهجوم ولد في يوم 19 مارس 1988 في بلدة راينبك في ألمانيا الغربية وهو يلعب حالياً مع فيردر بريمن وسبق له اللعب مع نادي فرايبورغ ونادي سانت باولي وفيردر بريمن ويبلغ طوله 180 سم ولعب أيضاً مع منتخب ألمانيا لكرة القدم.

## روابط خارجية
- ماكس كروزه على موقع الاتحاد الدولي (مؤرشف)  (الإنجليزية)
- ماكس كروزه على موقع الاتحاد الأوربي (الإنجليزية)
- ماكس كروزه على موقع اتحاد تركيا (لاعب) (الإنجليزية)
- ماكس كروزه على موقع قاعدة بيانات كرة القدم.إي يو (الإنجليزية)
- ماكس كروزه على موقع بيانات كرة القدم. دي إي (الألمانية)
- ماكس كروزه على موقع ناشيونال فوتبول تيمز (الإنجليزية)
- ماكس كروزه على موقع Soccerbase.com (لاعب) (الإنجليزية)
- ماكس كروزه على موقع Soccerway.com (الإنجليزية)
- ماكس كروزه على موقع عالم كرة القدم.نت (الإنجليزية)
- ماكس كروزه على موقع أوليمبيديا (الإنجليزية)